# Rafael Dutrús Zamora
Rafael Dutrús Zamora, Llapissera, (Xest, 6 d'abril de 1892 – València, 26 de febrer de 1960) va ser un torero còmic valencià. Actuà sovint amb altres artistes com Carmelo Tusquellas, o la Banda de l'Empastre. El malnom de Llapissera li venia de la infantesa, on l'anomenaven així perquè era alt i prim.

## Tipologia dels seus espectacles
Debutà el 1914 com a banderillero. La seua primera actuació de toreig humorístic la va fer a un espectacle organitzat per la revista La Traca. Actuava vestit d'etiqueta, amb frac i barret de copa, i imitava davant els bous les poses de toreros famosos. Era costum habitual presentar el seu espectacle a València o Castelló, segons caigueren les festes de les Falles de València o les Festes de la Magdalena (Castelló de la Plana).
Als seus inicis va formar un trio amb Carmelo Tusquellas i José Colomer, anomenat la «troupe de Charlot, Llapisera i Botones». El 1929 es va vincular a la Banda de l'Empastre. Va escriure un llibre i va ser promotor taurí.